# 原口力也
原口 力也（はらぐち　りきや、1971年7月8日 - ）は、日本の柔道整復師、教育者、研究者。

## 来歴
神奈川県相模原市南区出身。父が道場を開いていた影響から、幼少時代より柔道を始めた。父も柔道整復師で、地元である相模原市に原口整骨院を開院していた。
東海大学付属相模高等高校を経て、帝京医学技術専門学校を卒業し、1993年に柔道整復師免許を取得した。帝京平成大学大学院健康科学研究科健康科学専攻博士課程にて単位取得後満期退学した。学位は情報学修士。
帝京平成大学大学院健康科学研究科、帝京平成大学ヒューマンケア学部柔道整復学科准教授となる。